# くるまどあきこ
くるまど あきこ（10月18日生）は、日本の元女性声優。舞台女優、モデル、キャラクターデザイナーとしても活動していた。
旧芸名は輦止 亮子（くるまど あきこ）で、アニメ『SAMURAI GIRL リアルバウトハイスクール』などにはこちらの名でクレジットされている。

## 来歴
東京都生まれ、静岡県伊豆市育ち。不二聖心女子学院中学校・高等学校、東京造形大学卒業。
学生時代にフリーで仕事を始め、デビュー後に元氣プロジェクトに所属する。井上和彦の声優教室4期生。声優・女優としての活動中、同じく元氣プロジェクトに所属していた秋田まどか、梅里紗生、横田和美（木之元悠花）と小劇団「にくきゅうピンポン」を結成しての朗読会も行っていた。
2005年10月に結婚。日本時間の2006年2月14日に夫とともにアメリカ・ロサンゼルスへ渡り、現地での生活を開始した。これにより日本での活動継続が困難になったため、アニメ『スクールランブル』でくるまどが担当した笹倉葉子役は平野綾が引き継いだ。なお、結婚・渡米してからも元氣プロジェクトにはしばらく籍を置いていたが、2009年の事務所の体制変更を受けて退所した。
2010年9月にロサンゼルスで長男を出産。そして2013年3月に一家で日本へ戻っての生活を始める。

## 出演作品

### テレビアニメ
1998年
- 彼氏彼女の事情（クラスメイトB、クラスメイト達、女子生徒B、女生徒A、女生徒C、生徒F）

2001年
- SAMURAI GIRL リアルバウトハイスクール（神宮寺真弥）

2002年
- 朝霧の巫女（女子D）
- フォルツァ!ひでまる（ミカ）
- ハングリーハート WILD STRIKER（ケイ）

2003年
- 真月譚 月姫（女、女性、女生徒A）
- PAPUWA（ナカムラくん）
- 魔法遣いに大切なこと（岩永純子）

2004年
- スクールランブル（笹倉葉子〈初代〉）
- レジェンズ 甦る竜王伝説（チームメイト）

### OVA
出演年不明
- 生命合奏曲（トリル）

2005年
- スクールランブル 一学期補習（笹倉葉子〈初代〉）

### CDドラマ
2002年
- オリジナルドラマ 親友〜Dear Friends〜枯葉の輪舞（瞬）

### 舞台
1999年
- 井上和彦の声優教室 第2回アトリエ公演 あなたを愛してる（1999年11月12日 - 14日）

2001年
- 井上和彦の声優教室 第7回アトリエ公演 僕らの空（2001年11月22日 - 25日）

2004年
- 第1回茶風林プロデュース公演 ベンケイ☆パンチ（2004年12月10日 - 12日、銀座小劇場）

### ナレーション
- エンクミのアレンジクッキング（テレビ東京）
- ビジネスプラス（テレビ東京）
- 木之元亮のゆとりぶらり旅
- 三菱・グランディス CM（三菱自動車工業）

### ラジオ番組
- シネマでコンニチハ！（有線ブロードネットワークス）

### CM
- 人材派遣のグロップ
- NTTドコモ関西

## スチールモデル

### 広告
- 東急ハンズ
- EPSON プリンター
- 家庭教師のトライ
- 京商

### 雑誌
- 週刊文春「篠山紀信女子大生写真館 ミレニアム・スペシャル in 石垣島」（2000年、文藝春秋）
- きもの・おめかしノート しゃなり（2003年、幻冬舎コミックス）

## 創作活動

### デザイン
- 陰陽闘神機（キャラクター原案）
- 陰陽大戦記（キャラクター原案）
- 陰陽闘神符（キャラクター原案）

### エッグアート
- 展覧会に出展[どこ?]